# Obava
Obava či starost je negativní lidská emoce, která vzniká v důsledku strachu a pocitu nejistoty z neznáma, které ještě nenastalo, ale odehraje se (možná) někdy v budoucnosti. Obava může být též považována za méně intenzivní strach. Obava může mít mnoho důvodů i podob avšak vždy se jedná o emoci vztahující se k nějaké očekávané události, ději nebo jevu, který má v budoucnu nastat nebo který případně může ale nemusí nastat. Obava tedy obvykle mívá zcela konkrétní podobu. Lidé se velmi často obávají o svůj život či zdraví – případně o život či zdraví svých blízkých, někdy i o majetek, moc, vliv, vztahy k jiným lidem atd. apod.